# Варненський некрополь
43°12′47″ пн. ш. 27°51′52″ сх. д. / 43.21305556° пн. ш. 27.86444444° сх. д.
Варненський некрополь (болг. Варненски халколитен некропол) — одне з найдавніших місць поховань в Європі, яке знаходиться на території Варни у Болгарії. Некрополь був відкритий у 1972 році, неподалік Варненського озера. Поховання датується кінцем V — початком IV тисячоліття до нашої ери. Дорогоцінні вироби з золота, знайдені в некрополі, вважають найдавнішими зразками обробки золота в Європі, а також у цілому світі.
Некрополь був знайдений внаслідок земельних робіт неподалік від Варни. Внаслідок розкопок, загальна площа поховань склала 7500 кв.м, де знаходилось 294 могил, датованих добою енеоліту. Керував розкопками археолог Іван Іванов, які тривали 15 років. Основною особливістю цих поховань була велика кількість золотих прикрас, яких було знайдено близько 3000, загальною масою більше ніж 6 кг. Окрім золота в некрополі були знайдені багато мідних предметів і кераміку. Детальніші дослідження розкопок дало змогу зрозуміти про достатньо високий розвиток Варненської культури.

## Датування
За давниною, знахідки з Варненського некрополя не поступаються знахідкам Стародавнього Єгипту та Межиріччя. В основному, поховання датують 5 тисячоліттям до нашої ери, але різні методи оцінки віку дають різні результати, тому похибка складає аж 500 років. Вважається, що некрополь використовували для поховань протягом 150–200 років.

## Види поховань
Під час розкопок було виявлено різні види поховань:
- Перший тип — тіла лежать на спині в повен зріст, в основному так були поховані чоловіки. Таких могил більшість.
- Другий тип — тіла лежать на боці, торкаючись ліктями до колін, в основному так були поховані жінки.
- Третій тип — тіла відсутні. Такі могили були символічними й називалися кенотафами, в них знаходилося найбільше дорогоцінностей.

Також поховання відрізнялися за кількістю прикрас у могилах — від дуже багатих, де було багато дорогоцінних предметів, до бідних, в яких майже нічого не було.
Найбагатшою гробницею всього некрополя була гробниця № 43. Очевидно, в ній був похований дуже багатий і впливовий чоловік, можливо жрець або вождь. В цій могилі було знайдено 990 золотих предметів загальною масою в 1,5 кг, багато мідних і кам'яних інструментів. Останки тіла були одягнуті в дуже багатий одяг, а в правій руці знаходився жезл.
В деяких кенотафах були знайдені глиняні копії людських голів, з дорогоцінними прикрасами замість очей, носа, лоба і рота. Найімовірніше, що такі поховання здійснювали за відсутності тіла покійника.

## Історичний вплив
Дослідження показали, що Варненська культура мала торговельні відносини з іншими, далекими країнами (можливо, включаючи низини Волги і Кікладес), експортуючи металеві вироби та сіль.
Також, у Варненській культурі, уже на той час існували складні релігійні засади. Люди вірили в загробне життя і розробили ієрархічні відмінності в статусах, наприклад, найбагатші могили належали чоловікам. Вважається, що це і стало початком вищого чоловічого статусу ніж жіночого в Європі.
Зникнення Варненської культури є доволі загадкове. За словами М. Гімбутас (1991) «Занепад культур Варни та сусідніх до неї територій і великомасштабне переселення цих культур з їхніх основних земель на північ та північний захід Європи не може бути пояснено з можливою зміною клімату, земельного виснаження чи епідеміями. Основною теорією вважають набіги кочових племен, зважаючи не лише на поодинокі знайдені останки кінних воїнів, але й на появу цілого Курганних комплексів».

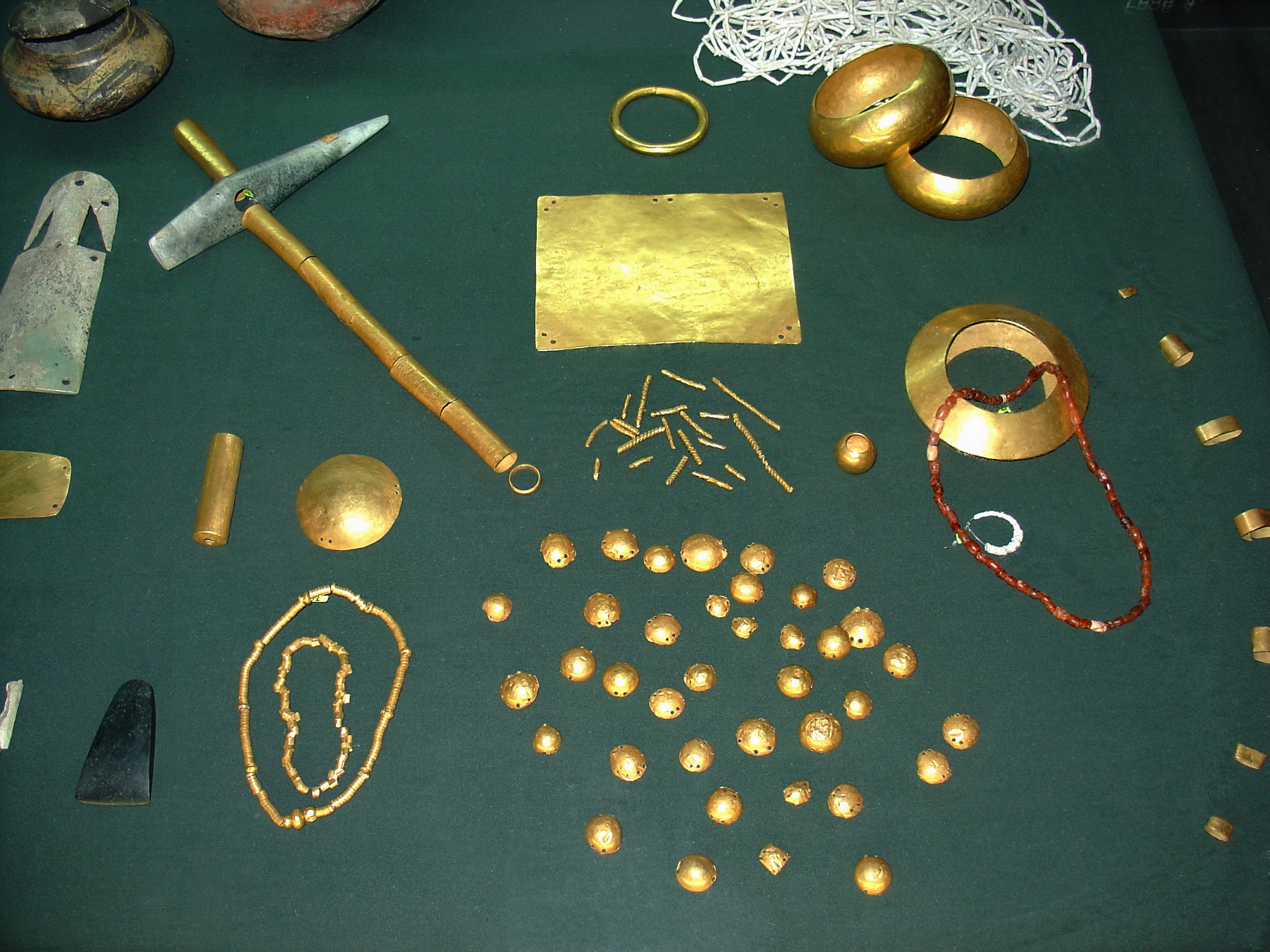
Скарби знайдені в некрополі

## Виставки в музеях
Археологічні знахідки з Варненського некрополя можна побачити у Варненському археологічному музеї та в Національному Історичному Музеї в Софії. У 2006 році, деякі з цих знахідок були основну національну виставку старовинних скарбів У Софії та Варні.
Археологічні знахідки вперше відправилися у світовий тур в 1973 році. Вони були включені в національну виставку «Золото Фракійського вершника», яка була показана у багатьох провідних музеях світу. У 1982 році виставка побувала в Японії протягом 7 місяців під назвою «Найдавніше золото світу — перша цивілізація Європи» і дістала велику популярність. У 1980–1990 рр. виставка була показана в Канаді, Німеччині, Франції, Італії та інших країнах.